# هیروتاکا زندانا
هیروتاکا زندانا (انگلیسی: Hirotaka Zendana؛ زادهٔ ۱۴ فوریهٔ ۱۹۹۳) بازیکن هاکی روی چمن اهل ژاپن است.